# Pardomuan Nauli (Pematang Bandar)
Pardomuan Nauli is een bestuurslaag in het regentschap Simalungun van de provincie Noord-Sumatra, Indonesië. Pardomuan Nauli telt 2100 inwoners (volkstelling 2010).